# Giải bóng đá hạng tư quốc gia Cộng hòa Síp 1994–95
Giải bóng đá hạng tư quốc gia Cộng hòa Síp 1994–95 là mùa giải thứ 10 của giải bóng đá hạng tư Cộng hòa Síp. AEK Kakopetrias giành danh hiệu thứ 2. Năm đội đầu bảng thăng hạng Giải bóng đá hạng ba quốc gia Cộng hòa Síp 1995–96.